# Toxoproctis flavolimbata
Toxoproctis flavolimbata är en fjärilsart som beskrevs av Aurivillius 1894. Toxoproctis flavolimbata ingår i släktet Toxoproctis och familjen tofsspinnare. Inga underarter finns listade i Catalogue of Life.